# Euprosthenops schenkeli
Euprosthenops schenkeli är en spindelart som först beskrevs av Roewer 1955.  Euprosthenops schenkeli ingår i släktet Euprosthenops och familjen vårdnätsspindlar. Inga underarter finns listade i Catalogue of Life.